# Prostephanus sulcicollis
Prostephanus sulcicollis är en skalbaggsart som först beskrevs av Leon Fairmaire och Germain 1861.  Prostephanus sulcicollis ingår i släktet Prostephanus och familjen kapuschongbaggar. Inga underarter finns listade i Catalogue of Life.